# Pseudoteratura raggei
Pseudoteratura raggei är en insektsart som först beskrevs av Bei-bienko 1971.  Pseudoteratura raggei ingår i släktet Pseudoteratura och familjen vårtbitare. Inga underarter finns listade i Catalogue of Life.